# Listă de munți nordamericani de-a lungul coastei Pacificului
de la nord la sud:
- Kenai Mountains, Alaska de Sud
- Chugach Mountains, Alaska de Sud
- Talkeetna Mountains, Alaska de Sud
- Wrangell Mountains, Alaska de Sud

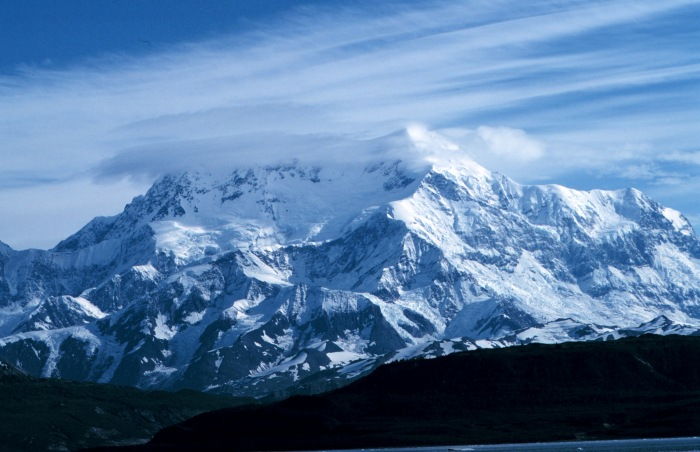
Mount Saint Elias

- Munții  Saint Elias, Alaska de Sud, sud-vest - Yukon,  nord-vest  -British Columbia
  - Alsek Ranges
    - Fairweather Range
    - Takshanuk Mountains, Haines, Alaska -intre  Chilkat si  Chilkoot River
- Coast Mountains
  - Boundary Ranges  sud-est  -Alaska,  nord-vest  -British Columbia
    - Cheja Range (la sud vest de Taku River / Whiting River)
    - Chechidla Range
    - Chutine Icefield
    - Adam Mountains
    - Ashington Range
    - Burniston Range
    - Dezadeash Range
    - Florence Range
    - Halleck Range
    - Juneau Icefield
    - Kahpo Mountains
    - Kakuhan Range
    - Lincoln Mountains
    - Longview Range
    - Peabody Mountains
    - Rousseau Range
    - Seward Mountains
    - Snowslide Range
    - Spectrum Range
    - Stikine Icecap

  - Kitimat Ranges Nord-Britisch Columbia, Canada
  - Pacific Ranges Sud-British Columbia, Canada 
    - Rainbow Range  nord-vest  -Chilcotin
    - Pantheon Range Homathko
    - Niut Range Homathko
    - Waddington Range Homathko
    - Whitemantle Range Homathko
    - Bendor Range
    - Garibaldi Ranges
    - Clendinning Range
    - Tantalus Range
    - Chilcotin Ranges
      - Dickson Range
      - Shulaps Range
      - Camelsfoot Range

    - Lillooet Ranges, Fraser Canyon West Bank
      - Cantilever Range
      - Cayoosh Range

    - Douglas Ranges
    - Front Ranges (North Shore Mountains)
- Vancouver Island Ranges, British Columbia, Canada
- Olympic Mountains, Washington, SUA
- Oregon Coast Range, Oregon
  - Northern Oregon Coast Range
  - Central Oregon Coast Range
  - Southern Oregon Coast Range
- Calapooya Mountains, Oregon
- Klamath-Siskiyou
  - Klamath Mountains, Oregon si California de Sud
  - Siskiyou Mountains, Oregon si California de Sud
  - Trinity Alps si Salmon Mountains, California
  - Yolla Bolly Mountains, Northern California
- Northern Coast Ranges, California
  - King Range, California de Sud
  - Mendocino Range, California de Sud
  - Mayacamas Mountains, California
  - Marin Hills, California mit Mount Tamalpais
- Southern Coast Ranges, California-Centralä
  - Santa Cruz Mountains, California
  - Santa Lucia Range, California
  - Gabilan Mountains
  - Diablo Range, California
  - Caliente Range, California
  - Temblor Range, California
- Transverse Ranges, California
  - Sierra Madre Mountains, California
  - Sierra Pelona Mountains, California
  - San Emigdio Mountains, California
  - San Rafael Mountains, California
  - Santa Ynez Mountains, California
  - Santa Susana Mountains, California
  - Topatopa Mountains, California
  - Simi Hills, California
  - Santa Monica Mountains, California
  - Tehachapi Mountains, California
  - San Gabriel Mountains, California
  - San Bernardino Mountains, California
- Peninsular Ranges, California
  - Santa Ana Mountains, California
  - San Jacinto Mountains, California
  - Palomar Mountain Range, California
  - Sierra Juarez, Baja California, Mexic
  - Sierra San Pedro Martir, Baja California, Mexic
  - Sierra de la Laguna, Baja California Sur, Mexic
- Sierra Madre Occidental, Mexic